# Vodní elektrárna Vau i Dejës

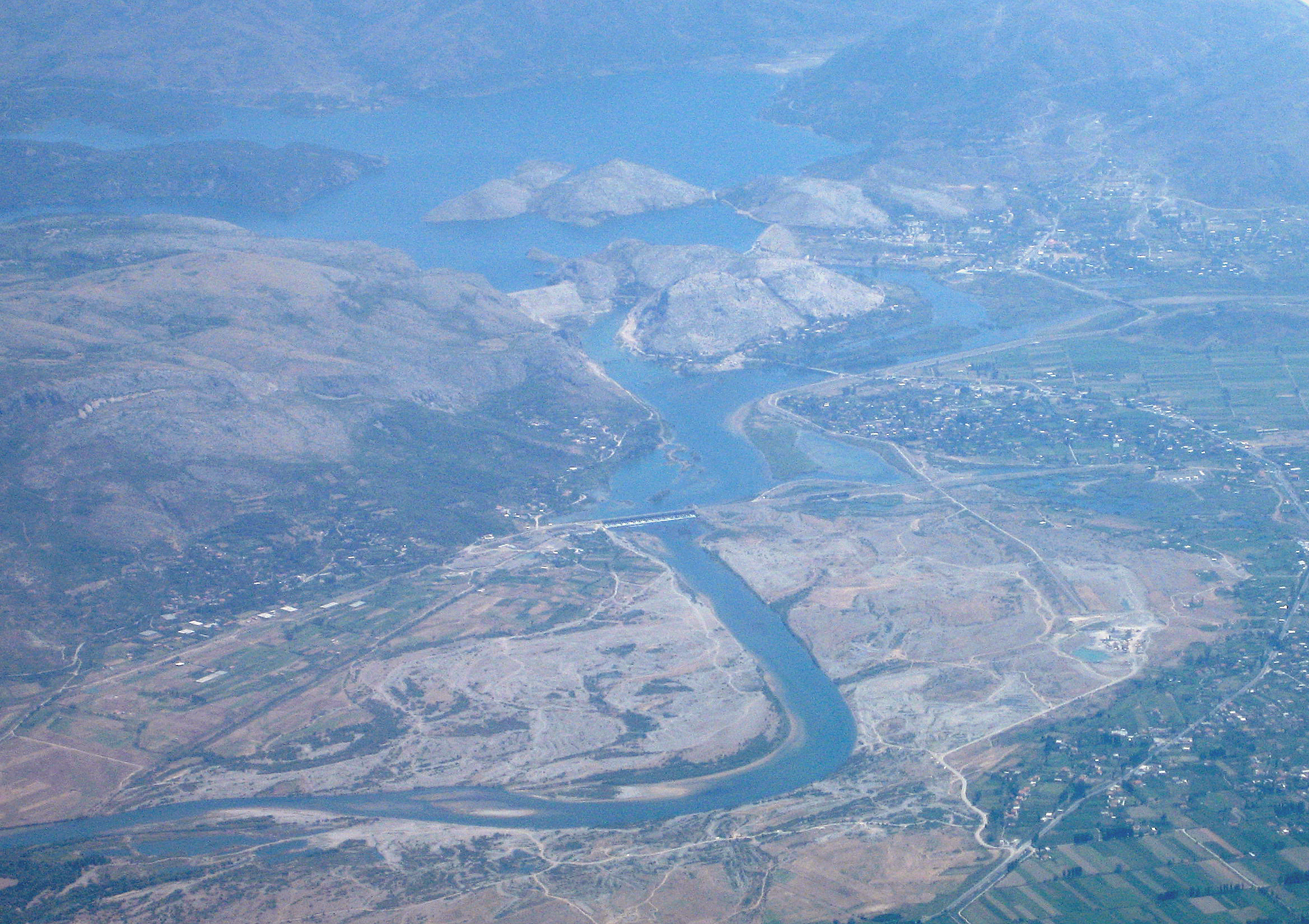
Letecký pohled na elektrárnu.

Vodní elektrárna Vau i Dejës (albánsky Hidrocentrali i Vaut të Dejës) se nachází na řece Drin v severní Albánii, v blízkosti stejnojmenné obce. Byla vybudována na výstupu řeky Drin z hlubokého horského údolí, nedaleko od města Skadaru. Přehrada je součástí drinské kaskády.
Vodní nádrž má vzdutí 76 metrů nad přirozenou hladinou řeky. Jezero se táhne až k obci Palaj-Gushta, kde se nachází další vodní elektrárna.
Vodní elektrárnu tvoří dvě hráze (západní a východní), u východní (kratší) hráze se nachází samotná elektrárna. Tu tvořilo také pět turbín, které byly pořízeny z Čínské lidové republiky. Přehrada byla budována na přelomu 60. a 70. let 20. století. Dokončena byla roku 1973. Celkový výkon elektrárny činí 260 MW. Na počátku 21. století byla obnova vybavení elektrárny svěřena chorvatské společnosti Končar. Obnova byla zakončena roku 2012 a stála 18 milionů eur.